# Восканян, Аркадий Хоренович
Арка́дий Хоре́нович Восканя́н (род. 1938) — армянский советский рабочий, депутат Верховного Совета СССР.

## Биография
Родился в 1938 году. Армянин. Член КПСС с 1968 года. Образование среднее специальное.
С 1956 года работал слесарем. В 1957—1960 годах служил в Советской Армии. С 1961 года — шофёр автотранспортной конторы, а с 1965 года — машинист бурового станка Каджаранского медно-молибденового комбината, Кафанский район Армянской ССР.
Депутат Совета Союза Верховного Совета СССР 9 созыва (1974—1979) от Арташатского избирательного округа № 753 Армянской ССР, член Комиссии по промышленности Совета Союза.
Делегат XXV съезда КПСС (1976).